# Harrow (borough)
Harrow (London Borough of Harrow) is een Engels district of borough in de regio Groot-Londen, gelegen in het noordwesten van de metropool. De borough telt 250.000 inwoners. De oppervlakte bedraagt 50 km².
Van de bevolking is 14,5% ouder dan 65 jaar. De werkloosheid bedraagt 3,1% van de beroepsbevolking (cijfers volkstelling 2001).

## Wijken in Harrow
- Belmont
- Harrow
- Hatch End
- North Harrow
- Pinner
- Stanmore
- Wealdstone